# Miguel Velasco y Santos
Miguel Velasco y Santos (8 de mayo de 1831-19 de enero de 1897) fue un archivero, historiador y académico español.

## Biografía
Inspector segundo del Cuerpo de Archivos, Bibliotecas y Museos, fue director del Archivo General de Alcalá, individuo correspondiente de la Real Academia de la Historia y autor de diversos trabajos arqueológicos. Fue colaborador del Museo Español de Antigüedades y del diario valenciano Las Provincias. Falleció en Alcalá de Henares el 19 de enero de 1897.